# DJ ME-YA
DJ ME-YA（ディージェイ・ミーヤ）は、Being系音楽プロデューサー。本名は、水谷智明。音楽レーベルDAY TRACKの代表。東京都出身。1999年より、トラックメーカーとしてリミックス、アレンジを始め、倉木麻衣、愛内里菜、滴草由実ら、Being系メジャーアーティストのサウンドを手掛る。2003年にDAY TRACK設立し、「新しいヒップホップの開拓」をテーマにRIP TRAP、KEN-RYW、CIMBA、CRAFTらを輩出。
2007年よりMaster ME-YAと改名する。
愛内里菜のライブDJとしても活躍し、多くのツアーやイベントに参加。2008年から2010年までは、愛内里菜、Double SとともにINTER-Dを結成し、全国クラブにてライブ活動を重ねる。
2010年9月、株式会社ミュージックバンカーを設立、同代表取締役に就任。音楽や音声の制作を指揮しつつ、アーティスト、声優、ナレーター、ラジオパーソナリティ、タレント、ライバーといった表現者たちのマネジメントとプロデュースを行っている。

## 主な作品
1999年
- ZARD “痛いくらい君があふれているよ”（REMIX）
- ZARD “この涙星になれ”（REMIX）
- MUU “デジタルミュージックパワー”（REMIX）

2000年
- 倉木麻衣 “NEVER GONNA GIVE YOU UP-It's On Tonight Remix-”（REMIX）
- JASON ZODIAC “SILENCE -NUSTY DUMP REMIX-”（REMIX）
- JASON ZODIAC “BRAINWASH -DUMPIN'REMIX CODE 318-”（REMIX）

2001年
- DJ ME-YA & DR.TERACHI “Lose Control-Buggin Hard Mix-”（PRODUCE）
- Soul Crusaders <Flavor of Life>“Get Positive”他10曲（ARRANGE）
- 倉木麻衣 “PERFECT CRIME-DJ ME-YA URBAN BEAT BOX REMIX-”（REMIX）
- 倉木麻衣 “I’ll Be There”（ARRANGE）
- 倉木麻衣 “Love, Day After Tomorrow-LOVE one More Time Mix-”（REMIX）
- Mai-K “’s ALL RIGHT-DJ ME-YA Radical Beat Mix-”（REMIX）

2002年
- 吉田知加 “月に祈りを-DJ ME-YA Remix feat. KENSHIN-”（REMIX）
- 倉木麻衣 “DON'T WORRY BABY”（ARRANGE）
- Tony Cartwright “I GET AROUND”（ARRANGE）
- 愛内里菜 “Can you feel POWER OF WORDS?-DJ ME-YA'S ESSENCE OF WORDS-”（ARRANGE）
- 倉木麻衣 “Give me one more chance”（ARRANGE）
- 倉木麻衣 “Feel fine!-DJ ME-YA's strong passion mix-”（REMIX）
- 小松未歩 “DANCE-DJ ME-YA's all night remix feat. RIPTRAP-”（REMIX）
- 小松未歩 “さいごの砦-DJ ME-YA's boogie down remix-”（REMIX）
- 大野愛果 “Close to your heart”（ARRANGE）
- BON-BON BLANCO “愛のナースカーニバル-DJ ME-YA mix de ハイテンション　リミックス”（REMIX）
- DJ ME-YA “Dazzlin’”（PRODUCE）

2003年
- LAURA LIZA “EL CAMINO A SAN JOSE”（ARRANGE）
- LAURA LIZA “LAS VACASIONES PAPA NUESTRO AMOR”（ARRANGE）
- BON-BON BLANCO “だいじょうぶ！！ my friend”（ARRANGE）
- BON-BON BLANCO “世界の始まりのように”（ARRANGE）
- SEECREIGHT “Baby-B”（PRODUCE）
- TO-SI & 星野晃代 “Miss U Baby”（PRODUCE）
- M-Z “1.2 your choice”（PRODUCE）
- 滴草由実 “Don’t you wanna see me<oh>tonight-DJ ME-YA remix feat. RIPTRAP-”（REMIX）
- 滴草由実 “Take Me Take Me-DJ ME-YA remix-”（REMIX）
- 愛内里菜 “空気”（ARRANGE）
- 三枝夕夏 “Tears Go By-DJ ME-YA remix-”（REMIX）
- 近藤房之助 “DEPRESSING NIGHT-DJ ME-YA remix-”（REMIX）
- INSIDERS “時のフィルム”（PRODUCE）
- MAQH “場所remix”（PRODUCE）
- 右京 “浮世”（PRODUCE）
- CHACK “21”（PRODUCE）
- 滴草由実 “Prologue”（PRODUCE）
- DAY TRACK “The Link of Song-DJ ME-YA REMIX”（REMIX）

2004年
- BON-BON BLANCO “Come to me”（ARRANGE）
- DJ ME-YA “The Latin Game’”（PRODUCE）
- 倉木麻衣 “Lover Boy”（ARRANGE）
- 滴草由実 “SHOW ME~-DJ ME-YA REMIX-”（REMIX）
- 高岡亜衣 “Oh baby, 君に幸あれ！”（ARRANGE）

2005年
- BON-BON BLANCO “愛がいっぱい-DJ ME-YA REMIX feat. RIP TRAP-”（REMIX）
- スパークリング☆ポイント “YOU CAN DO IT！”（COMPOSITION）
- KEN-RYW “アソビチューン’”（PRODUCE）
- KEN-RYW “NEW PLACE’”（PRODUCE）
- KEN-RYW “ONE'S LIFE LINE”（PRODUCE）
- KEN-RYW “Cord318BeatZ’”（PRODUCE）
- KEN-RYW “アソビチューン2”（PRODUCE）